# Lycaena insulicola
Lycaena insulicola är en fjärilsart som beskrevs av Turati 1930. Lycaena insulicola ingår i släktet Lycaena och familjen juvelvingar. Inga underarter finns listade i Catalogue of Life.